# Bettoncourt
Bettoncourt är en kommun i departementet Vosges i regionen Grand Est (tidigare regionen Lorraine) i nordöstra Frankrike. Kommunen ligger i kantonen Charmes som tillhör arrondissementet Épinal. År 2022 hade Bettoncourt 91 invånare.

## Befolkningsutveckling
Antalet invånare i kommunen Bettoncourt
| Referens: INSEE |